# عنصرود
عنصرود هي قرية في مقاطعة أسكو، إيران. عدد سكان هذه القرية هو 1,378 في سنة 2006.